# Chyki-Dębiaki
Chyki-Dębiaki est une localité polonaise de la gmina de Tuszów Narodowy, située dans le powiat de Mielec en voïvodie des Basses-Carpates.